# Samsung SDS
Pour les autres sujets connus sous le nom abrégé de Samsung, voir Samsung.
Samsung SDS, anciennement Samsung Data System (en coréen : 삼성 에스 디에스), est une société du Groupe Samsung spécialisée dans les technologies de l'information, le conseil, les services techniques et les services d'externalisation. L'entreprise est également active dans la recherche et le développement de l'intelligence artificielle, de la blockchain, de l'Internet des objets ou encore de l'externalisation de l'ingénierie.
En 2019, Samsung SDS a enregistré un bénéfice net de 750,4 milliards de wons (635 millions de dollars), soit une augmentation de 17,5% par rapport à l'année précédente. On estime que l'entreprise détient la 11e marque la plus précieuse parmi les sociétés mondiales de services informatiques, avec 3,7 milliards de dollars américains en janvier 2020,. Samsung SDS a son siège en Corée du Sud et huit filiales à l'étranger, en Amérique, en Asie-Pacifique, en Chine, en Europe, en Amérique latine, au Moyen-Orient, en Inde et au Vietnam.

## Histoire
Samsung SDS est créée en 1985 sous le nom de Samsung Data Systems et est renommée en 1997. La société s'occupe de la gestion des services informatique du Groupe Samsung, sur les médias sociaux ou encore la technologie cloud.
La société s'est d'abord concentrée principalement sur l'intégration de systèmes et l'externalisation informatique, avant de se développer dans les domaines de la logistique, de l'externalisation des processus d'affaires (BPO) et de la gestion de la production. Plus récemment, la société a travaillé avec l'IA, la blockchain, le cloud computing, l'analyse de données et des plates-formes basées sur la sécurité. La société a commencé à se développer à l'étranger en 1997 avec la création de Samsung SDS America, suivie de Samsung SDS China en 1999. La société compte actuellement huit sièges régionaux et des bureaux dans 41 pays. En 2014, la société est introduite en bourse. En 2019, elle devient la première société de services informatiques coréenne à dépasser les 10 000 milliards de wons de ventes annuelles.

## Actionnaires
Principaux actionnaires au 4 novembre 2020 :
| Samsung Electronics                    | 22,6% |
| Samsung C&T                            | 17,1% |
| Lee Jae-yong                           | 9,20% |
| Service National des Pensions de Corée | 6,49% |
| Lee Seo-hyun                           | 3,90% |
| Lee Bu-jin                             | 3,90% |
| The Vanguard Group                     | 1,25% |
| BlackRock                              | 0,98% |
| Banque centrale de Norvège             | 0,77% |
| Mirae Asset                            | 0,39% |